# Le Journal d'une grosse nouille
 (janvier 2016).
Si vous disposez d'ouvrages ou d'articles de référence ou si vous connaissez des sites web de qualité traitant du thème abordé ici, merci de compléter l'article en donnant les références utiles à sa vérifiabilité et en les liant à la section « Notes et références ».
Le Journal d'une grosse nouille (en anglais Dork Diaries) est une série de romans pour la jeunesse écrite et illustrée par Rachel Renee Russel depuis 2009. Elle narre l'histoire d'une adolescente américaine, Nikki Maxwell, sous la forme de journaux intimes écrits par Nikki elle-même.

## Résumé
Nikki Maxwell est une ado américaine qui vient d'être inscrite dans un collège privé, la Westchester Country Day, grâce à une bourse scolaire. Malheureusement pour Nikki, cette bourse a été obtenue grâce à un contrat de désinsectisation du lycée que son père (exterminateur et fier de l'être) a décroché. Ce secret va être découvert par sa nouvelle pire ennemie, Mackenzie, la reine de l'école, qui est bien décidée à lui pourrir la vie. Malgré cela, elle se fait deux meilleures amies en devenant assistante à la bibliothèque scolaire, Chloë et Zoey. Nikki est aussi follement amoureuse de Brandon Roberts mais Mackenzie convoite également ce dernier. Mais c'est Nikki que Brandon aime. Brandon est un élève engagé pour faire des photos qui illustreront le journal du collège. Il a une enfance difficile et vit chez ses grands parents.

## Personnages
Nikki J. Maxwell : Héroïne des romans, elle est sympathique c'est une très bonne dessinatrice. Elle est amoureuse du beau Brandon depuis qu'elle est arrivée à la Westchester Country, où elle y a également trouvé une ennemie, Mackenzie Hollister. Ses deux meilleures amies sont Chloë Garcia et Zoey Franklin. Elle se sont rencontrés sur un malentendu mais elles ne regrettent absolument pas. Nikki aime également chanter c'est pourquoi elle a créé le groupe « Je sais pas trop encore » dans le Tome 3. Son père est un exterminateur d'insecte, c'est grâce à lui qu'elle a obtenu une bourse pour la Westchester Country. Passionnée de dessin et d'écriture, nous suivons sa passionnante vie à travers ses journaux. 
Chloë Christina Garcia : Meilleure amie de Nikki Maxwell et de Zoey Franklin, ses parents dirigent une entreprise de logiciels informatiques. Un peu fofolle et puérile, elle est adorable et attachante. Elle fait partie du groupe "Je sais pas trop encore" en tant que chanteuse. Comme Nikki, elle n'aime pas Mackenzie et elle est amoureuse de Jason...
Zoeysha Ebony Franklin : Meilleure amie de Nikki Maxwell et de Chloë Garcia, sa mère est avocate et son père travaille chez un producteur de musique (ce qui fait qu'elle a déjà rencontré presque toutes les plus grandes stars). Bien qu'elle ne soit pas aussi gamine que Chloë, Zoey est également folle ce qui l'a rend super sympathique. Elle fait partie du groupe "Je sais pas trop encore" en tant que chanteuse. Comme Nikki, elle n'aime pas Mackenzie et elle est amoureuse de Ryan.
Mackenzie Hollister : C'est LA personne que Nikki déteste. Elle est vaniteuse et obsédée par la mode. Elle est donc la personne la plus populaire du collège et comme Nikki, elle aime Brandon. Le fait que ce dernier se rapproche de Nikki rend Mackenzie folle de rage. En plus d'être super belle, elle est extrêmement riche et ses parents cèdent à tout ses caprices. Et comme Nikki, elle a une petite sœur qui lui pourrit la vie.
Brandon Roberts : C'est le jeune ado passionné de photographie dont Nikki est folle amoureuse. Il est également amoureux d'elle mais ils ne se le sont jamais avoué. Brandon travaille au journal de l'école où il réussit à faire embaucher Nikki. Mackenzie le convoite également mais il considère cette dernière comme une pimbêche sans intérêt. Il fut dans le groupe "Je ne sais pas trop encore" comme batteur dans le Tome 3.

## Tomes
- Tome 1 : Une rentrée gratinée, Milan, 2012, 315 p.  (ISBN 978-2-7459-5721-4).
- Tome 2 : Une fête bien râpée, Milan, 2013, 285 p.  (ISBN 978-2-7459-5722-1).
- Tome 3 : Une pop star très pesto, Milan, 2013, 317 p.  (ISBN 978-2-7459-5723-8).
- Tome 3 ½ : Mes conseils gratinés pour réussir ton journal, Milan, 2013, 288 p.  (ISBN 978-2-7459-6579-0).
- Tome 4 : Une compet' al dente, Milan, 2013, 350 p.  (ISBN 978-2-7459-6276-8).
- Tome 5 : Un canard aux petits oignons, Milan, 2014, 343 p.  (ISBN 978-2-7459-6821-0).
- Tome 5 ½ : Tout ce que tu as toujours voulu savoir sur toi sans jamais oser te le demander, Milan, 2012, 275 p.  (ISBN 978-2-7459-7183-8).
- Tome 6 : Une soirée sucrée-salée, Milan, 2014, 250 p.  (ISBN 978-2-7459-6822-7).
- Tome 7 : Une starlette au cœur fondant, Milan, 2015, 352 p.  (ISBN 978-2-7459-7258-3).
- Tome 8 : Un conte chaud-bouillant, Milan, 2015, 307 p.  (ISBN 978-2-7459-7259-0).
- Tome 9 : Une rivale très piquante, Milan, 2016, 339 p.  (ISBN 978-2-7459-7830-1)
- Tome 10 : Toutou sur canapé, Milan, 2016, 301 p.  (ISBN 978-2-7459-7831-8)
- Tome 11 : Une amitié aigre-douce , Milan, 2018, 251 p.  (ISBN 978-2-7459-8827-0)
- Tome 12 : Un garçon trop chou, Milan, 2018, 263 p.  (ISBN 978-2-7459-9070-9)
- Tome 13 : Un anniversaire presque cuit, Milan, 2019, 301 p.  (ISBN 978-2-4080-0647-1)
- Tome 14 : Une tournée qui sent le cramé, Milan, 2020, 301 p.  (ISBN 978-2-4080-0648-8)